# Lambula aethalocis
Lambula aethalocis — вид метеликів родини Ведмедиці (Arctiidae). Вид поширений в Новій Гвінеї